# Sec (propriété de l'alcool)
Pour les articles homonymes, voir sec.
La « sécheresse » d'une boisson caractérise le faible taux de goût sucré, de douceur d'une boisson alcoolisée. Cela peut être dû à la présence d'autres saveurs qui masquent la douceur, ou à un faible taux de glucides simples pouvant être convertis en sucre par des enzymes dans la bouche (amylase en particulier). Le terme « sec » (ou dry en anglais) peut être employé pour tout type d'alcool : bière, vin, spiritueux, ou toute autre forme de boisson alcoolisée.
Pour décrire les niveaux de sécheresse d'un alcool, on utilise les termes : sec, demi-sec, moelleux, liquoreux ou encore « triple sec » (mais généralement, ce terme désigne une liqueur d'oranges amères). On utilise parfois également l'adjectif « doux », mais il convient de ne pas le confondre avec les vins doux naturels (mutés).
L'utilisation de certains de ces termes est réglementée pour certains alcools, notamment le vin, et répond à un cahier des charges objectif.

## Réglementation communautaire sur les qualificatifs de sécheresse des vins tranquilles
La réglementation européenne impose les fourchettes de taux de sucre résiduel en bouteille selon les appellations relatives à la sucrosité des vins tranquilles. À noter que les vins effervescents, comme les champagnes et crémants, ont une échelle spécifique pour qualifier leur douceur (voir dosage).
| Terme     | Teneur en sucre                           |
| sec       | inférieure à 4 grammes par litre          |
| demi-sec  | comprise entre 4 et 12 grammes par litre  |
| moelleux  | comprise entre 12 et 45 grammes par litre |
| liquoreux | supérieure à 45 grammes par litre         |